# ジャッキーちゃん
ジャッキーちゃん（Jackie Chang / A貨成龍、1974年10月15日 - ）は、福岡県出身のものまねタレント、俳優、スタントマン。オフィス北野を経て、ホリプロコムと業務提携を経て同社所属。名付けの親はニッチロー。
本名は栄島 智（えいしま さとし）。俳優業では本名で活動している。

## 略歴
福岡県立須恵高等学校時代は野球部に所属。1997年に九州産業大学を卒業後、地元福岡の劇団に入団。父親がエフエム福岡に勤務、母親が九州のローカルタレント的なことをしていたため、芸能界に進むことに特に反対などはされなかった。1999年に上京。2001年から2007年にかけ、山崎銀之丞の付き人も兼任している。
子供の頃から顔が似ていると言われ続けていたこともあり、2011年頃からジャッキー・チェンの物真似でのタレント活動も始める。2015年5月頃からはショーパブ「そっくり館キサラ」に出演するなど、ジャッキーちゃん名義での活動を開始する。
2015年末、テレビ番組『さんま&SMAP!美女と野獣のクリスマススペシャル』に再現VTRのジャッキー・チェン役で出演。2016年元日、『しゃべくり007』新春SPに出演。
2017年7月、湘南乃風HAN-KUNのソロ楽曲「無問題」のMVでジャッキー映画のパロディーを演じ、中国のメディアでも話題となる。
2017年9月公開の映画『スキップ・トレース』の宣伝では、香港にいるジャッキーと対面し、「昔の僕に似ている」とお墨付きをもらった。『ファースト・ミッション』の日本版エンディング曲「TOKYO SATURDAY NIGHT」を2人で一緒に歌うなどの対談の様子は、TOHOシネマズの公式アプリや同映画の上映劇場で公開された。
2024年10月10日、俳優の上杉美浩と結婚したことを公式X（旧：Twitter）にて発表した。

## ものまねレパートリー
- ジャッキー・チェン
- 内村光良
- 石丸博也
- ダイアモンド☆ユカイ

## 出演

### 映画
- 天国のバス（2007年）
- 逢えてよかった（2010年） - 組長（回想） 役
- 1+1=11（2012年）
- ストロベリーナイト（2013年）
- イニシエーション・ラブ（2015年） - マスター 役
- 少女椿（2016年）
- 蠱毒 ミートボールマシン（2017年） - ジャッキー 役
- メサイア外伝 -極夜 Polar night-（2017年）
- 劇場版 ウルトラマンジード つなぐぜ! 願い!!（2018年） - ジャキ星人アーロン 役
- コンフィデンスマンJP -ロマンス編-（2019年）
- HiGH&LOW THE WORST（2019年）
- コンフィデンスマンJP -プリンセス編-（2020年）
- コンフィデンスマンJP -英雄編-（2022年）
- 王様戦隊キングオージャーVSキョウリュウジャー（2024年）

### テレビ
バラエティ
- ウチのガヤがすみません!（日本テレビ） - 準レギュラー格出演（2016年9月18日、2017年1月15日、4月11日、5月9日、16日、23日、30日、6月6日、7月11日、18日、8月1日、15日、22日）
- バクモン学園（テレビ朝日） - 準レギュラー格出演（2017年3月24日、4月4日、11日、18日、25日、5月2日、9日、8月15日）
- バカリズムの30分ワンカット紀行（BSジャパン） -  不定期出演
- 激レアさんを連れてきた。（テレビ朝日、2020年3月28日）
- オールスター感謝祭(2018年3月31日、TBS)
- オールスター後夜祭（2018年4月1日、2018年10月7日、2019年4月7日、TBS）
- 太田上田（2025年5月20日、中京テレビ）

ドラマ
- 夏樹静子サスペンス・日向夢子調停委員事件簿3（2005年、フジテレビ）
- がきんちょ〜リターン・キッズ〜（2006年、毎日放送・TBS）
- 孤独のグルメ Season2 第12話 （2012年12月26日、テレビ東京）- テーブル客(1) 役
- プラチナタウン（2012年、WOWOW）
- 殺しの女王蜂（2013年、テレビ東京）
- SP 八剱貴志（2015年、TBS）
- 神の舌を持つ男（2016年、TBS）
- 犯罪科学分析室 電子の標的3（2017年、テレビ東京） - ネタ動画使用
- 2夜連続スペシャルドラマ・名探偵・明智小五郎（2019年、テレビ朝日）
- Heaven? ～ご苦楽レストラン～(第3話、2019年7月23日、TBS) - 自転車で倒れる男役
- 全裸監督・3話（2019年、Netflix）
- 浦安鉄筋家族 最終話（2020年9月25日、テレビ東京）- ゲスト出演
- CODE-願いの代償- 8話（2023年8月20日）- 自転車通行人
- 離婚しない男-サレ夫と悪嫁の騙し愛- 第8話（2024年3月9日、テレビ朝日）- 自転車で岡谷綾香に追突しようとする男
- 大河ドラマ 光る君へ 第46回（2024年12月1日、NHK） - 海賊 役

### ネット配信
- ヨドンナ（2021年、東映特撮ファンクラブ）[12]

### ウェブテレビ
- チャンスの時間（2018年、AbemaTV）準レギュラー格出演

### CM
- 中古自動車販売士（JU）「Life」篇 2013年[13]
- 大東建託

### DVD
- 燃えよ電エース

### MV
- HAN-KUN『無問題』[14]
- DADARAY『少しでいいから殴らせて』[15]
- 水曜日のカンパネラ『一休さん』[16]
- 椎名林檎『熱愛発覚中』
- ももいろクローバーZ 『笑一笑 ～シャオイーシャオ！～』[17]
- LOW IQ 01 『Thorn in My Side』[18]
- リュックと添い寝ごはん『天国街道』
- Vaundy『走れSAKAMOTO』

### ラジオ
- 渋谷のラジオ『お笑いトレジャー！倉本美津留ランド』

### 映画宣伝
- ポリス・ストーリー/レジェンド 警察故事 ※ジャッキー・チェン主演
- スキップ・トレース Skiptrace ※ジャッキー・チェン、ジョニー・ノックスビルのW主演（ジャッキー・チェンによるドッキリにて、初対面）
- レイルロード・タイガー ※ジャッキー・チェン主演
- スキップ・トレース ※ジャッキー・チェン主演
- レゴ ニンジャゴー ザ・ムービー
- ザ・フォーリナー/復讐者 ※ジャッキー・チェン主演
- ポリス・ストーリー REBORN 机器之血 ※ジャッキー・チェン主演
- ナイト・オブ・シャドー 魔法拳 神探蒲松龄 ※ジャッキー・チェン主演
- プロジェクトV 急先锋 ※ジャッキー・チェン主演
- ライド・オン 龙马精神 ※ジャッキー・チェン主演（ジャッキー・チェン13年ぶりの来日時、舞台挨拶で共演）
- A LEGEND/伝説 传说 ※ジャッキー・チェン主演